# Der Papa wird’s schon richten
Das Lied Der Papa wird’s schon richten (Text und Musik von Gerhard Bronner, bekannteste Gesangsversion von Helmut Qualtinger) ist eine kritische Kabarettnummer aus dem Jahr 1958, deren Titel in Österreich als Synonym für Protektionist- und Vetternwirtschaft sprichwörtlich geworden ist. 
Das Lied  wurde am 22. Oktober 1958 in einer der acht Folgen der 1958–1959 laufenden, live gesendeten TV-Kabarettsendung Spiegel vorm Gsicht präsentiert. Es nimmt die zynische Haltung einer gelangweilten und überheblichen Jeunesse dorée aufs Korn, die sich in der in den 1950er Jahren „angesagten“ Wiener Eden Bar trifft und sich allfällige Schwierigkeiten von den wohlhabenden und prominenten Vätern beiseite räumen lässt. Ein Job bei der Atomkommission, mit (damals horrenden) „monatlich dreizehntausend Schlei (Schilling) als Lohn“ erscheint hier trotz mangelnder Ausbildung ebenso wenig als Problem wie die „Applanierung“ des „Fauxpas“ eines Verkehrsunfalls mit Todesfolge. Es sei „nix passiert“, der Porsche sei schon repariert, äußert sich der Erzähler zynisch („Nur leider is mir ein Passant, bevor er g’storbn is, eineg’rannt“). Auf die Frage eines Kumpanen, was denn jetzt mit dem Führerschein des Porschefahrers sei, prahlt dieser, es genüge ein Anruf des mächtigen Vaters „am richtigen Ort“, und dort seien sofort die „Akten unauffindlich“. Der Vater wisse ja so viele G’schichten, die andere Leute stören…
Das Lied besticht durch seine satirische Schärfe und durch die gelungene Imitation des nasalen, „Schönbrunnerln“ genannten Sprachstils seiner drei Protagonisten („der Gießhübl, der Puntigam und i“).
Die auf den Verkehrsunfall Bezug nehmenden Passagen des Liedes wurden allgemein als Anspielung auf die einschlägige Affäre des Sohnes des damaligen österreichischen Nationalratspräsidenten Felix Hurdes gedeutet. Kurz nach Ausstrahlung des TV-Programms musste Hurdes zurücktreten.